# Santa Cruz Do Xingu (samhälle i Brasilien)
Santa Cruz Do Xingu är ett samhälle i Brasilien.   Det ligger i kommunen Santa Cruz do Xingu och delstaten Mato Grosso, i den centrala delen av landet, 800 km nordväst om huvudstaden Brasília. Santa Cruz Do Xingu ligger 364 meter över havet och antalet invånare är 2 116.
Terrängen runt Santa Cruz Do Xingu är huvudsakligen platt. Santa Cruz Do Xingu ligger uppe på en höjd. Trakten runt Santa Cruz Do Xingu är nära nog obefolkad, med mindre än två invånare per kvadratkilometer..
Omgivningarna runt Santa Cruz Do Xingu är huvudsakligen savann.